# Mexikanskt medborgarskap

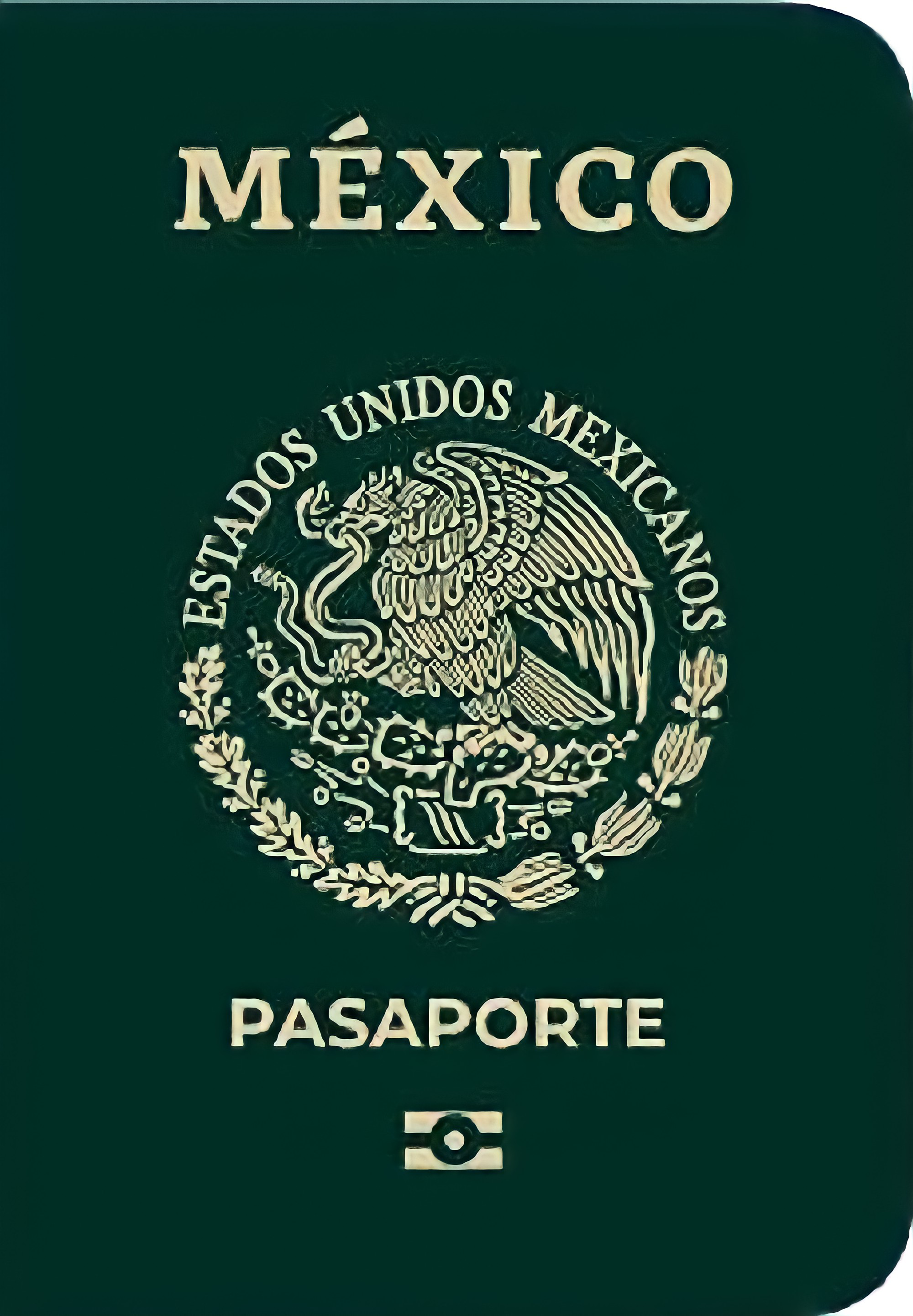
Mexikos pass som landets medborgare kan ansöka om

Mexikanskt medborgarskap är den legala förbindelsen mellan en privatperson och Mexikos förenta stater. Staten följer både ius soli- och ius sanguinis-principen.

## Medborgarskap genom födelse
Enligt Mexikos grundlag räknas alla de som är födda på mexikansk mark (oavsett deras föräldrars medborgarskap), eller om åtminstone en av föräldrarna har mexikanskt medborgarskap vid barnets födelse som infödda medborgare. Som mexikansk mark räknas också skepp och flygplan under Mexikos flagga.

## Medborgarskap genom ansökan
Man kan få mexikanskt medborgarskap genom ansökan om man fyller följande krav:
- har lagt fram sitt ärende till Mexikos utrikesministerium
- har bevisligen givit upp sina andra medborgarskap
- har bevisat att kunna spanska och känna till Mexikos kultur och historia
- har varit lagligt bosatt i landet för åtminstone fem år

Den krävda fem års tidsperioden förkortas till två år om ansökaren är:
- en ättling till en mexikansk medborgare
- en förälder till en infödd mexikansk medborgare
- medborgare i ett annat latinamerikanskt land eller Spanien
- meriterad för Mexiko och utrikesministeriet har beviljat förkortningen

## Dubbelt medborgarskap
Dubbelt medborgarskap har varit tillåtet i Mexiko sedan 1998. Alla medborgare, inklusive dubbelmedborgare, måste dock bevisa sitt mexikanskt medborgarskap då de lämnar eller anländer till landet.